# Sheoak Hill Conservation Park
Sheoak Hill Conservation Park är en park i Australien. Den ligger i delstaten South Australia, omkring 240 kilometer nordväst om delstatshuvudstaden Adelaide.
Trakten runt Sheoak Hill Conservation Park är nära nog obefolkad, med mindre än två invånare per kvadratkilometer.. 
Omgivningarna runt Sheoak Hill Conservation Park är i huvudsak ett öppet busklandskap. Genomsnittlig årsnederbörd är 419 millimeter. Den regnigaste månaden är juni, med i genomsnitt 72 mm nederbörd, och den torraste är oktober, med 6 mm nederbörd.